# Lac Alajärvi
Pour les articles homonymes, voir Alajärvi.
Le lac Alajärvi, en finnois Alajärvi (Lac d'en bas), est un lac finlandais situé dans la région d'Ostrobotnie du Sud de la province de Finlande-Occidentale.

## Géographie
Le lac Alajärvi est le 282e lac de Finlande par sa superficie. Très peu profond, il est bordé par le village d'Alajärvi, centre administratif de la ville d'Alajärvi.